# Théorème de Śleszyński-Pringsheim
En mathématiques, et plus précisément en analyse, le théorème de Śleszyński-Pringsheim donne des conditions de convergence de certaines fractions continues généralisées. Il fut découvert par Ivan Śleszyński puis par Alfred Pringsheim, à la fin du dix-neuvième siècle.

## Énoncé
Soient an et bn, pour n = 1, 2, 3…, des nombres complexes tels que |bn| ≥ |an| + 1  pour tout n, et soient ƒn les réduites de la fraction continue généralisée
1. La fraction converge absolument, c'est-à-dire que la série numérique suivante est absolument convergente :{\displaystyle f=\sum _{n}(f_{n}-f_{n-1}).}
2. Les modules des réduites ƒn sont strictement inférieurs à 1[5].
3. Le cas limite |ƒ| = 1 a lieu si et seulement si les trois conditions suivantes sont réunies :
  - |bn| = |an| + 1  pour tout n ;
  - tous les an+1/(bnbn+1) sont des réels négatifs ;
  - la série {\displaystyle \sum _{n}|a_{1}a_{2}\ldots a_{n}|} est divergente.
Dans ce cas, la valeur de la fraction est {\displaystyle f={\frac {a_{1}|b_{1}|}{|a_{1}|b_{1}}}.}

## Corollaires
On peut déduire d'autres critères de convergence de celui de Śleszyński-Pringsheim, parmi lesquels, :

### Théorème de Worpitzky
Pour tous complexes a1, a2, a3… de modules inférieurs ou égaux à 1/4, la fraction continue généralisée
converge, et ses réduites sont de modules strictement inférieurs à 1/2.
Ce théorème, publié en 1865 par Julius Worpitzky,, passe pour avoir été le premier critère de convergence concernant des fractions continues à coefficients complexes.
C'est un cas particulier du théorème de Śleszyński-Pringsheim, d'après l'équivalence de fractions :
{\displaystyle {\frac {2a_{1}\mid }{\mid 1}}+{\frac {a_{2}\mid }{\mid 1}}+{\frac {a_{3}\mid }{\mid 1}}+\cdots ={\frac {4a_{1}\mid }{\mid 2}}+{\frac {4a_{2}\mid }{\mid 2}}+{\frac {4a_{3}\mid }{\mid 2}}+\cdots .}

### Autre critère de Pringsheim
Pringsheim a formulé le corollaire suivant de « son » théorème, :
Pour tous complexes b1, b2, b3… vérifiant, pour tout entier i > 0
{\displaystyle {\frac {1}{|b_{2i-1}|}}+{\frac {1}{|b_{2i}|}}\leq 1,}
la fraction continue régulière suivante converge :
Ce critère est un cas particulier du théorème de Śleszyński-Pringsheim, d'après l'équivalence de fractions :
{\displaystyle {\frac {1\mid }{\mid b_{1}}}+{\frac {1\mid }{\mid b_{2}}}+\cdots ={\frac {b_{2}/b_{1}\mid }{\mid b_{2}}}+{\frac {b_{2}/b_{1}\mid }{\mid b_{2}}}+{\frac {b_{4}/b_{3}\mid }{\mid b_{4}}}+{\frac {b_{4}/b_{3}\mid }{\mid b_{4}}}+\cdots .}
Il s'applique par exemple si tous les bn sont de module au moins 2 (cf. § Exemples ci-dessous).

## Théorème de convergence de Tietze
Le théorème de Śleszyński-Pringsheim est complété par certains critères classiques de convergence ou de divergence, parmi lesquels ce théorème de Tietze,, :
Soient an et bn, pour n = 1, 2, 3…, des réels tels que pour tout indice n, bn ≥ |an| > 0 et même, chaque fois que an+1 < 0, bn ≥ |an| + 1.
- Pour que la fraction associée{\displaystyle {\frac {a_{1}\mid }{\mid b_{1}}}+{\frac {a_{2}\mid }{\mid b_{2}}}+{\frac {a_{3}\mid }{\mid b_{3}}}+\cdots .}converge, il suffit que les an soient négatifs à partir d'un certain rang[17] ou que l'une des trois séries suivantes diverge :{\displaystyle \sum _{a_{n}>0}{\sqrt {a_{n}}},\quad \sum _{a_{n+1}>0}{\sqrt {b_{n}-|a_{n}|}},\quad \sum _{a_{n+1}<0}{\sqrt {b_{n}-|a_{n}|-1}}.}
- Si la fraction converge, la limite ƒ des réduites vérifie : 0 < a1ƒ ≤ |a1|, et ne peut être égale à ±1 que si an < 0 pour tout n > 1 et bn = |an| + 1 pour tout n > 0.
- Si les an et bn sont entiers alors, sauf dans un cas exceptionnel, la fraction converge et la limite ƒ est irrationnelle[18]. Le cas exceptionnel est celui où, à partir d'un certain rang, an < 0 et bn = |an| + 1.

## Exemples

### Fractions régulières depériode1
Pour un complexe z (non nul), une étude directe (cf. article détaillé) montre que la fraction
converge si et seulement si z n'appartient pas à l'intervalle imaginaire pur ]−2i, 2i[.
La convergence était prévisible pour z de module supérieur ou égal à 2 par le théorème ou le corollaire de Pringsheim (et pour z réel positif, par le théorème de Seidel-Stern).

### Fractions «négativement régulières»

#### Définition
Pringsheim s'intéresse aux fractions qu'il qualifie de « négativement régulières ». Ce sont les fractions de la forme
où les bn sont entiers et, pour n > 0, bn ≥ 2.
Il s'agit donc de la variante des fractions continues simples obtenue en remplaçant les signes « + » par des signes « – » et en interdisant la valeur 1 pour les bn (sauf pour b0).

#### Théorème de représentation
Les fractions « négativement régulières » convergent d'après le théorème de Śleszyński-Pringsheim, de même que les fractions simples convergent d'après le théorème de Seidel-Stern. De plus — de même que les fractions simples infinies sont en bijection avec les irrationnels — les fractions « négativement régulières » infinies sont en bijection avec tous les réels, par le théorème suivant, :

Tout réel est la limite d'une unique fraction « négativement régulière » infinie.

#### Caractérisation des rationnels
Alors qu'avec les fractions simples, un rationnel se reconnaît à ce que son développement est fini, avec les fractions « négativement régulières », il se reconnaît au fait qu'à partir d'un certain rang, tous les bn sont égaux à 2,.

#### Algorithme
L'analogue de l'algorithme de développement en fraction simple, pour déterminer les dénominateurs partiels bn du développement en fraction négativement régulière d'un réel x, est le suivant,. Pour tout réel t, notons ⌊t⌋ la partie entière de t et G(t) l'entier ⌊t⌋ + 1. On a donc 1/(G(t) – t) ≥ 1.
On définit alors par récurrence deux suites (xn) et (bn) par :
{\displaystyle x_{0}=x{\text{ et }}\forall n\in \mathbb {N} \quad b_{n}=G(x_{n}){\text{ et }}x_{n+1}={\frac {1}{b_{n}-x_{n}}}.}

#### Exemples de développements
Par exemple :
- Développements de période 1 :{\displaystyle \forall n\in \{2,3,\ldots \}\quad -{\frac {1\mid }{\mid n}}-{\frac {1\mid }{\mid n}}-\cdots ={\frac {-n+{\sqrt {n^{2}-4}}}{2}},}en particulier :
  - pour n = 2 : le développement de –1 est un cas limite du théorème de Śleszyński-Pringsheim ;
  - pour n = 2m :{\displaystyle \forall m\in \{1,2,3,\ldots \}\quad {\sqrt {m^{2}-1}}=m-{\frac {1\mid }{\mid 2m}}-{\frac {1\mid }{\mid 2m}}-\cdots .}
- Développements de période 2 :{\displaystyle \forall m,n\in \{2,3,\ldots \}\quad -{\frac {1\mid }{\mid m}}-{\frac {1\mid }{\mid n}}-{\frac {1\mid }{\mid m}}-{\frac {1\mid }{\mid n}}-\cdots ={\frac {1}{2}}\left(-n+{\sqrt {\frac {n(mn-4)}{m}}}\right),}en particulier (pour n = 2m){\displaystyle \forall m\in \{2,3,\ldots \}\quad {\sqrt {m^{2}-2}}=m-{\frac {1\mid }{\mid m}}-{\frac {1\mid }{\mid 2m}}-{\frac {1\mid }{\mid m}}-{\frac {1\mid }{\mid 2m}}-\cdots .}